# A csillagok fiai
A csillagok fiai (eredeti címe Encounter With Tiber) 1996-os tudományos-fantasztikus regény, Buzz Aldrin egykori űrhajós és John Barnes tudományos-fantasztikus író műve. A brit kiadás néhány előzetes borítóján használt munkacím "The Tides of Tiber" (A Tiberis árapálya) volt.
Magyarra Pék Zoltán fordította, megjelent a Möbius Kiadónál 1999-ben.

## Történet
Bizonyítékot találtak egy intelligens idegen fajról, amely régen a Földön járt, és kultúrája összegyűjtött tudásával egy enciklopédiát hagyott hátra. A történetet egy történész szemszögéből mesélik el egy csillaghajón, az Alfa Centaurihoz (az idegenek otthoni csillagához) tartó úton, aki az utazás idejét arra használja, hogy lefordítson két idegen könyvet, és megírja az emberek történetét.

## Magyarul
- Buzz Aldrin–John Barnes: A csillagok fiai, 1-2.; ford. Pék Zoltán; N & N, Budapest, 1999 (Möbius)